# Дашкевич Іван Михайлович
Іван Михайлович Дашкевич (1813 , Вікно, Буковинська округа, Королівство Галичини та Володимирії, Австрійська імперія  — 19 березня 1898 , Михайлівка, Борщівський повіт, Королівство Галичини та Володимирії, Австро-Угорщина ) — фундатор василіянських монастирів Поділля.

## Життєпис
Народився бл. 1813 року в с. Вікно, Буковина, тепер Заставнівський район, Чернівецька область, Україна. Син Михайла та його дружини Олени (померла, коли був малим). Православного віросповідання.
Навчався в школах Заліщиків, Хрещатика, Чернівців. В 16-й рік життя в Яссах став службовцем австрійського секретаріату, після виїзду роботодавця з Румунії повернувся до батька, почав вести самостійне господарство. Скуповував поля, торгував волами. На 28-му році життя одружився з багатою Кароліною Казян(ер) (пол. Kazian(er), †1901 року), осів у Кудринцях. Був дворецьким, потім гуменним, господарем графів Козєбродських; щороку збільшував статки, купив їх маєтки в Михайлівці, Кудринцях. Від власниці маєтку в селі Завалля О. з Дверницьких (пол. Dwierniccy) Рудницької викупив його разом з дружиною в другій половині ХІХ ст., став фактичним власником великого надзбручанського ключа.
За ініціативою о. Володимира Ступницького — кудринецького пароха, зусиллям о. Єремії Ломницького ЧСВВ весь спадок (фортуну) записав монахам ЧСВВ. Зокрема, в 1895 році — маєток в Михайлівці (понад 100 га), в 1898 році — у Заваллі (бл. 140 га). Василіянкам у 1898 році записав маєток в Кудринцях (бл. 1200 га) для будівництва монастиря, дому для вбогих. Перед смертю 26 лютого 1898 року перейшов на католицтво. Помер 19 березня 1898 року в селі Михайлівка. Був похований у Заваллі в гробівці тещі.
Був нижче середнього зросту, приємної зовнішності, скромний, інтелігентний, одягався погано, ощадливий, скупий щодо себе, не любив приймати гостей, цікавитись політикою.